# Einar Gundersen (calciatore 1915)
Einar Gundersen (25 settembre 1915 – 12 maggio 1997) è stato un calciatore norvegese, di ruolo centrocampista.

## Carriera

### Club
Gundersen giocò con le maglia di Odd, Borg e Pors.

### Nazionale
Conta 5 presenze per la Norvegia.